# عطر (مجموعه تلویزیونی)
عطر یا پرفیوم (به آلمانی: Parfum) یک مجموعه تلویزیونی آلمانی محصول شبکه زد د اف نئو است که در تاریخ ۱۴ نوامبر سال ۲۰۱۸ پخش شد. این سریال با الهام از دو منبع ساخته شده است: رمان عطر نوشته پاتریک زوسکیند و فیلم عطر: قصه یک آدمکش سال ۲۰۰۶ به کارگردانی تام تیکور ، اما داستان سریال در دوران مدرن اتفاق می افتد. نتفلیکس حق پخش بین‌المللی این مجموعه را در دست دارد. ۲۱ دسامبر ۲۰۱۸ مجموعه عطر در نتفلیکس پخش شد. بازخورد های بین‌المللی این سریال بسیار مثبت بوده  و ساخت آن برای برای فصل دوم تایید شده است.

## داستان
در ایالت نوردراین ، جسد زنی با یافت می شود که موهای قرمز، پوست و زیر بغل او برداشته شده است. محققان امور جنایی نادجا سیمون و ماتیاس کوهلر و دادستان گرونبرگ ، که با نادجا رابطه دارد ، به پنج دانش آموز سابق مدرسه شبانه روزی مشکوک می شوند. آنها قربانی را در مدرسه می شناختند و در آن زمان با الهام از رمان عطر به آزمایش های انسانی می پرداختند. علاوه بر این ، پرونده حل نشده پسری مفقود شده مورد توجه قرار می گیرد. هنگامی که جسد وی پیدا می شود ، او همانند قربانی اول به قتل رسیده است. همچنین یک فاحشه هم به همین شیوه به قتل می رسد. در همین حال ، نادجا متوجه می شود که توسط گرونبرگ باردار است. او آماده ترک کردن همسرش و طلاق نیست و می خواهد جنین را سقط کند. هنگامی که اوضاع نادجا بهم می ریزد ، او به رابطه اش پایان می دهد. 